# Marie Tidball
Marie Tidball est une personnalité politique britannique.

## Biographie
Marie Tidball naît avec un handicap congénital qui affecte les quatre membres, avec des bras et des jambes raccourcis et un doigt sur chaque main sous-développée,. Enfant, elle manque trois années d'école en raison des opérations chirurgicales nécessaires.
En 2024, elle est élue députée.